# С. Антонио деј Лацари (Кампобасо)
С. Антонио деј Лацари је насеље у Италији у округу Кампобасо, региону Молизе.
Према процени из 2011. у насељу је живело 923 становника. Насеље се налази на надморској висини од 715 м.